# Transit (film, 2018)
Pour les articles homonymes, voir Transit.
Pour plus de détails, voir Fiche technique et Distribution.
Transit est un film allemand réalisé par Christian Petzold, sorti en 2018. 
C'est une nouvelle adaptation du roman éponyme d'Anna Seghers, après le film de 1991 de René Allio. Il a été sélectionné en compétition officielle à la Berlinale 2018.

## Synopsis
Parabole des réfugiés fuyant des régimes fascistes pour l'Amérique, transitant par un Marseille contemporain même si les indices temporels sont flous,.
Tout comme Un Juif pour l'exemple (2016), le film se passe dans les années 1940 mais met en avant le côté contemporain de l'histoire avec des anachronismes délibérés.

## Fiche technique
- Titre français : Transit
- Réalisation : Christian Petzold
- Scénario : Christian Petzold
- Décors : Aurelie Combe
- Costumes : Katharina Ost
- Photographie : Hans Fromm
- Montage : Bettina Böhler
- Musique : Stefan Will
- Pays d'origine : Allemagne
- Format : Couleurs - 35 mm - 2,39:1 - Dolby Digital
- Genre : drame
- Durée : 101 minutes
- Dates de sortie :
  -  Allemagne : 17 février 2018 (Berlinale 2018), 5 avril 2018 (sortie nationale)
  -  France : 25 avril 2018

## Distribution
- Franz Rogowski (VF : Grégoire Leprince-Ringuet) : Georg
- Paula Beer (VF : elle-même) : Marie Weidel
- Godehard Giese (de) (VF : Nicolas Briançon) : Richard
- Lilien Batman (VF : lui-même) : Driss
- Barbara Auer (VF : Anne Loiret) : l'architecte
- Sebastian Hülk (VF : Félicien Juttner) : Paul
- Matthias Brandt (VF : Jean-Pierre Darroussin) : le barman / le narrateur
- Àlex Brendemühl (VF : Grégory Questel) : le consul mexicain
- Trystan Pütter (de) (VF : Arnaud Bedouët) : le consul américain

Version française dirigée par Hervé Icovic (assisté d'Ouahiba Djema) au studio Deluxe, d'après une adaptation des dialogues de Françoise Monier. Informations prélevées du carton du doublage français.

## Sortie

### Accueil critique
En France, le site Allociné recense une moyenne des critiques presse de 3,5/5, et des critiques spectateurs à 3/5.